# سونات ویولنسل شماره ۳ (بتهوون)
سونات ویلونسل شماره ۳ در لا ماژور، اُپوس ۶۹، یک سونات دونوازی برای ویولنسل و پیانو اثر لودویگ فان بتهوون است که آن را در سال ۱۸۰۸ و در دورهٔ میانیِ آهنگسازی‌اش تصنیف کرد. فاصلهٔ تصنیفِ این اثر و سونات‌های ویولنسل شماره ۱ و ۲ (۱۷۹۵) حدود ۱۳ سال است.
بتهوون در همان سال، سه‌نوازی‌های پیانو اپوس ۷۰ و فانتزیِ آوازی اپوس ۸۰ خود را ساخت. همچنین، در همان سال، تصنیفِ سمفونی‌های شماره ۵ و شماره ۶ (چوپانی) خود را، به‌پایان رساند.
سونات ویولنسل شماره ۳ را نخستین بار نیکلاوس کرافت (ویولنسل) و دوروتِئا فون اِرتمان (پیانو) در مارس ۱۸۰۹ اجرا کردند.
بتهوون این اثر را به بارون ایگناتس فون گلایشنشتاین (۱۷۷۸–۱۸۲۸)، که خود نوازندهٔ ویولنسل بود، اهدا کرد.

## ساختار
سونات ویولنسل شماره ۳ شامل سه موومان است:
1. آلگرو ما نُن تانتو
2. اِسکِرتسو. آلگرو مولتو (در لا مینور)
3. آداژیو کانتابیله – آلگرو ویواچه

اجرای کاملِ این سونات، به‌طور معمول، حدود ۲۵ دقیقه به طول می‌انجامد.
موومان نخست با ملودیِ گسترش‌یابندهٔ ویولنسل آغاز می‌شود:
سپس، پیانو یک ملودیِ شکوفایِ کادانس‌گونه را اجرا می‌کند که در واقع تکرارِ مضمونِ آغازینِ سونات است. توسعه تأکید بیشتری بر موضوع اول دارد. ساختارِ موومان در فرم سونات است….

## نمونه‌های شنیداری
|  |  |  |